# Muntanyola
Muntanyola är en kommun i Spanien.   Den ligger i provinsen Província de Barcelona och regionen Katalonien, i den östra delen av landet, 500 km öster om huvudstaden Madrid. Antalet invånare är 600. Arean är 40 kvadratkilometer. Muntanyola gränsar till Santa Eulàlia de Riuprimer, Vic, Malla, Tona, Collsuspina, Moià, L'Estany, Santa Maria d'Oló, Oristà och Sant Bartomeu del Grau. 
Terrängen i Muntanyola är lite kuperad.